# Тай Гэн
Тай Гэн (кит. 太庚) — правитель Китая из династии Шан, третий сын Тай Дина.

## Биография
В «Записях великого историка» Сыма Цянь числил его шестым или седьмым императором династии Шан в течение 25 лет в XVII веке до нашей эры. Он правил 25 лет (но в анналах бамбука указано 5 лет), посмертно получив имя Тай Гэн, и ему наследовал его сын Сяо Цзя (小甲).
В качестве альтернативы, надписи на костях оракула, раскопанные в  Иньсю, сообщают, что он был пятым китайским императором , сменившим своего дядю Бу Бина (卜丙), получившего посмертное имя Да Гэн (大庚), и ему наследовал его брат Сяо Цзя.